# Перепелюк, Андрей Александрович
Андрей Александрович Перепелюк (род. 6 августа 1985, Москва) — российский самбист, призёр чемпионатов России, победитель и призёр розыгрышей Кубка России, обладатель Кубка мира, неоднократный чемпион МВД России, мастер спорта России международного класса.

## Биография
Первым видом спорта, которым занимался Перепелюк вместе со своим братом Александром, была спортивная гимнастика. Затем они оба переключились на самбо. Выступал в весовых категориях до 74 и 82 кг. Его наставником был Павел Фунтиков. С 2015 года тренер клуба «Самбо-70». В 2021 году стал серебряным призёром чемпионата страны по пляжному самбо. В свободное время увлекается рыбной ловлей.
Брат Александр Перепелюк — мастер спорта по самбо.

## Спортивные результаты

### Чемпионаты страны
- Чемпионат России по самбо 2006 года — ;
- Чемпионат России по самбо 2009 года — ;
- Чемпионат России по самбо 2011 года — ;
- Чемпионат России по самбо 2015 года — ;
- Чемпионат России по самбо 2016 года — ;
- Чемпионат России по самбо 2019 года — ;
- Чемпионат России по самбо 2021 года — ;
- Чемпионат России по пляжному самбо 2021 года — ;

### Кубок страны
- Кубок России по самбо 2009 года — ;
- Кубок России по самбо 2010 года — ;
- Кубок России по самбо 2011 года — ;
- Кубок России по самбо 2012 года — ;
- Кубок России по самбо 2015 года — ;
- Кубок России по самбо 2016 года — ;
- Кубок России по самбо 2017 года — ;
- Кубок России по самбо 2019 года — ;